# Рафаило I Цариградски
Рафаило I Цариградски (грч. Ραφαήλ; умро 1476) био је васељенски патријарх Цариграда од 1475. до 1476. године.

## Живот
Рафаило је био српски монах. Вероватно га је за патријарха изабрала и подржала Мара Бранковић, маћеха Мехмеда II. Рафаило је успешно именован за патријарха у првим месецима 1475. године, обећавши султану годишњу исплату од 2000 златних флорина и једнократни поклон од 700 златних флорина.
Грчка заједница Цариграда није учествовала у његовом именовању и жестоко му се противила. Митрополит Хераклеје, који је традиционално устоличио новог патријарха, одбио је да га посвети, а литургију је служио митрополит Анкире. Из тог разлога га велики део грчког свештенства није признао за патријарха.
У септембру 1475. године, именовао је Спиридона Тверског за нову источноправославну митрополију Кијева и целе Русије.
Извори показују проширену предрасуду против Рафаила I. Оптужен је да не говори правилно грчки и осуђен је због страног акцента и зависности од алкохола. Извештава се да није могао да стоји током церемонија Великог петка јер је био пијан.
Рафаило I је владао око годину дана, до почетка 1476. године: на почетку године, када је морао да плати годишњи дар који је обећао султану, покушао је да га наплати од својих верника, који су му одбили помоћ. Пошто није могао да плати тражену накнаду, одмах је свргнут и затворен. Умро је убрзо након тога, још увек у ланцима.